# A Fisherman’s Tale
A Fisherman’s Tale – komputerowa gra przygodowa z elementami gry logicznej, stworzona przez francuskie studio Innerspace VR, w reżyserii Balthazara Auxiètre’a i Alexisa Moroza. Gra została wydana 22 stycznia 2019 roku na platformy Windows i PlayStation 4. Jest to produkcja przeznaczona dla gogli wirtualnej rzeczywistości, dostępna między innymi w sklepach Steam, PlayStation Store oraz Meta Store.
Gra osadzona jest w surrealistycznym świecie, gdzie gracz wciela się w samotnego rybaka mieszkającego w latarni morskiej. Główną mechaniką rozgrywki jest manipulowanie różnymi wersjami rzeczywistości i rozwiązywanie zagadek wykorzystujących odbicia świata gry. Gracz odkrywa, że jego latarnia zawiera miniaturową replikę samej siebie, a każda jego akcja jest powielana w różnych skalach, co stanowi kluczowy element rozgrywki.
A Fisherman’s Tale spotkała się z pozytywnym odbiorem krytyków. Gra została doceniona za innowacyjne podejście do zagadek w wirtualnej rzeczywistości oraz klimatyczną oprawę.

## Nagrody
| Rok  | Festiwal/instytucja                 | Nagroda                                                          | Wynik   |
| ---- | ----------------------------------- | ---------------------------------------------------------------- | ------- |
| 2019 | AIXR                                | Najlepsza gra VR roku                                            | Wygrana |
| 2019 | Munich Virtual Worlds 2019 (Niemcy) | Najlepsza zawartość interaktywna i najbardziej immersyjne dzieło | Wygrana |
| 2019 | Virtuality (Francja)                | Najlepsze doznanie growe w rozszerzonej rzeczywistości           | Wygrana |
| 2019 | Lumière Awards (Belgia)             | Najlepszy interaktywny projekt VR                                | Wygrana |
| 2019 | Game Connection America (USA)       | Najlepszy scenariusz                                             | Wygrana |